# Welcome (2007)
Welcome é um filme de comédia produzido na Índia e lançado em 2007, sob a direção de Anees Bazmee.